# لقلقي أبيض
لقلقي أبيض (الاسم العلمي: Pelargonium album) هو نوع من النباتات يتبع جنس اللقلقي من الفصيلة الغرنوقية.